# تلاف
التَّلَافُّ أو الملفوف أو المُلتفّ (بالإنجليزية: Convolution)‏ هي عملية رياضية تستعمل في التحليل الدالي تقوم بتحوير دالة مخرجة من دالتين مدخلتين بحيث تكون قيمة الخرج عند أي لحظة زمنية متأثرة بكل قيم الدخل السابقة وتستخدم هذه الأداة الرياضية في عدة تطبيقات مثل :
- معالجة الإشارات
- معالجة الصور
- الإحصاء
- المعادلات التفاضلية
- الرؤية الحاسوبية

في أي نظام خطي ثابت زمنيا يمكن تعيين الخرج عن طريق القيام بعملية التفاف للدخل مع الاستجابة النبضية للنظام يمكن التعبير عنها بالمنظور الكلي أن الدالة الخارجة هي نتيجة تراكمية لضرب الدالة الداخلة مع الاستجابة النبضية الزمنية للنظام ويعتبر الالتفاف أهم أداة رياضية مستخدمة في معالجة الإشارات الرقمية.

## الالتفاف رياضيا
يمكن القول أن الالتفاف في الزمن المستمر بالتطبيق الرياضي هو تكامل لمضروب دالتين تنزاح إحداهما زمنيا نحو الأخرى بطريقة يعبر عنها رياضيا كالتالي :
{\displaystyle (f\ast g)(x)=\int _{-\infty }^{+\infty }f(x-t)\cdot g(t)\cdot dt=\int _{-\infty }^{+\infty }f(t)\cdot g(x-t)\cdot dt}
أما في الزمن المتقطع فهو مجموع لمضروب دالتين تنزاح إحداهما زمنيا نحو الأخرى بطريقة يعبر عنها رياضيا كالتالي :
{\displaystyle (f\ast g)(n)=\sum _{m=-\infty }^{\infty }{f[n-m]\cdot g[m]}\,=\sum _{m=-\infty }^{\infty }{f[m]\cdot g[n-m]}\,}
و هذا تمثيل بياني لعملية الالتفاف المستمر بفرض أن إشارة الدخل هي الخضراء واستجابة النظام النبضية هي الحمراء أو العكس :

## وصلات خارجية
لعبة تساعد على فهم مفهوم الالتفاف 